# Alstroemeria pygmaea
Alstroemeria pygmaea är en alströmeriaväxtart som beskrevs av Herb.. Alstroemeria pygmaea ingår i släktet alströmerior, och familjen alströmeriaväxter. Inga underarter finns listade i Catalogue of Life.